# Raión de Mglin
El raión de Mglin (ruso: Мгли́нский райо́н) es un distrito administrativo y municipal (raión) ruso perteneciente a la óblast de Briansk. Se ubica en el noroeste de la óblast. Su capital es Mglin.
En 2021, el raión tenía una población de 16 146 habitantes.
El raión es conocido por su entorno natural, ya que incluye en su territorio la mayor parte del zakáznik de Kletniá.

## Subdivisiones
Comprende la ciudad de Mglin (la capital) y los asentamientos rurales de Vetlevka, Krasnyye Kosary y Simontovka. Estas cuatro entidades locales suman un total de 126 localidades.